# Cynthiana (Ohio)
Cynthiana – jednostka osadnicza w Stanach Zjednoczonych, w stanie Ohio, w hrabstwie Pike.